# Филипович, Биляна
Биляна Филипович (серб. Biljana Filipović / Билјана Филиповић; род. 12 января 1986) — сербская гандболистка, левая защитница французского клуба «Ницца Кот-д’Азур» и сборной Сербии. Серебряный призёр чемпионата мира 2013 года.

## Достижения

### Клубные
- Чемпионка Сербии: 2008
- Чемпионка Франции: 2012
- Победительница Кубка вызова: 2007
- Победительница Кубка французской Лиги: 2012

### В сборной
- Серебряный призёр чемпионата мира: 2013